# Tiley-Pratt Company
Tiley-Pratt Company war ein US-amerikanischer Hersteller von Automobilen.

## Unternehmensgeschichte
Das Unternehmen hatte seinen Sitz in Essex in Connecticut. Charles B. Tiley und seine beiden Brüder waren die treibenden Kräfte. Hauptsächlich stellten sie Teile für Fahrräder her. Außerdem entstanden ab 1904 Automobile. Der Markenname lautete Tiley. 1907 sorgte ein Feuer im Werk für Probleme, doch 1908 wurde die Fabrik neu aufgebaut. 1913 endete die Fahrzeugproduktion. Insgesamt wurden 24 Kraftfahrzeuge gefertigt. Etwa 1914 wurde das Unternehmen aufgelöst.

## Fahrzeuge
Viele Fahrzeuge hatten einen Vierzylindermotor von der Rutenber Motor Company. Er war mit 32/36 PS eingestuft. Alternativ war ein Sechszylindermotor möglich. Die Motorleistung wurde über eine Kardanwelle an die Hinterachse übertragen.